# Hoh rezervátum
A Hoh rezervátum az Amerikai Egyesült Államok északnyugati részén, Washington állam Jefferson megyéjében elhelyezkedő indián rezervátum.
Az 1855. július 1-jei quinaulti egyezménnyel létrejött rezervátum lakói a hoh (saját nyelvükön chalá·at) indiánok; a hoh szó jelentése „a Hoh folyó népe”.

## Nevének eredete
A Hoh folyó és a hoh törzs neve a quinault nyelvű „Hoxw” kifejezésből ered, melynek jelentése nem ismert.
A Hoh folyót a törzs „cha’lak’at’sit” vagy „chalak'ac'it” (jelentése „déli folyó”) néven említi; a törzs magát „chalá·at” vagy „chalat’” („a déli folyó népe”) nevekkel illeti.

## Fordítás
- Ez a szócikk részben vagy egészben  a   Hoh Indian Tribe of the Hoh Indian Reservation című angol Wikipédia-szócikk ezen változatának fordításán alapul.  Az eredeti cikk szerkesztőit annak laptörténete sorolja fel. Ez a jelzés csupán a megfogalmazás eredetét és a szerzői jogokat jelzi, nem szolgál a cikkben szereplő információk forrásmegjelöléseként.